# Музей истории города Боровичи и Боровичского края
Музей истории города Боровичи и Боровичского края — музей в Новгородской области, один из старейших. Среднее количество посетителей в год — 16 740 чел.

## История
Музей возник в мае 1918 года на коллегии уездного отдела народного образования. В основе его — коллекция музея им. Жуковского и Гоголя, организованного в 1910 году при Боровичском реальном училище. Первая экспозиция была открыта 16 июля 1921 года. Музей носил название «Боровичский Музей пролетарской науки, искусства и промышленности им. Тов. Реппо». С 1926 по 1927 год музей был закрыт. Его возрождение связано с именем Сергея Николаевича Поршнякова. С 1989 года в новом здании открылась экспозиция, посвященная истории города Боровичи и края. В 2009 году музей сменил свой исторический адрес.

## Экспозиции
Экспозиция создана в 2009 году, представлена в пяти залах и охватывает период от эпохи неолита до Революции 1917 года. Единиц хранения — 30 929 шт.

## Здание
Музей находится в исторической части города, в доме бывшего городского головы купца I гильдии М. Я. Шульгина. Здание построено в конце XIX века, в стиле классицизма.